# Barracuda (miniserie televisiva)
Barracuda è una miniserie televisiva australiana trasmessa dalle rete televisiva ABC nel luglio 2016.
La serie si basa sull'omonimo romanzo del 2013 dello scrittore australiano Christos Tsiolkas. Scritta da Blake Ayshford e Belinda Chayko, diretta da Robert Connolly e prodotta da Tony Ayres e Amanda Higgs con Christos Tsiolkas come produttore associato.

## Trama
Grazie ad una borsa di studio sportiva, l'aspirante nuotatore Danny Kelly entra in una prestigiosa scuola privata di Melbourne. Il giovane appartiene alla classe operaia, metà greco e metà scozzese, e fin da subito dovrà lottare contro il bullismo degli altri studenti per raggiungere i suoi obbiettivi. Danny sogna di vincere la medaglia d'oro alle Olimpiadi di Sydney del 2000, per questo inizia un duro allenamento sotto la guida dell'allenatore Frank Torma. Instaura un rapporto di amicizia-rivalità con il compagno di squadra Martin Taylor, per cui nutre dei sentimenti; la bisessualità di Kelly crea parte della trama e non viene trattata come argomento specifico. Kelly inizia un percorso che lo porterà a diventare il più giovane campione di nuoto del suo paese, soprannominato "Barracuda".

## Personaggi e interpreti
- Danny Kelly, interpretato da Elias Anton
- Frank Toma, interpretato da Matt Nable
- Samantha Taylor, interpretata da Rachel Griffiths
- Martin Taylor, interpretato da Ben Kindon
- Stephanie Kelly, interpretata da Victoria Haralabidou
- Neal kelly, interpretato da Jeremy Lindsay Taylor
- Emma Taylor, interpretata da Tilda Cobham-Hervey
- Wilco, interpretato da Andrew Creer
- Scooter, interpretato da Rhys Mitchell
- Tsitsas, interpretato da Joe Klocek

## Puntate
| nº | Titolo originale | Prima TV Australia e Italia | Regia           | Sceneggiatura     |
| -- | ---------------- | --------------------------- | --------------- | ----------------- |
| 1  | Episode 1        | 10 luglio 2016              | Robert Connolly | Christos Tsiolkas |
| 2  | Episode 2        | 17 luglio 2016              | Robert Connolly | Belinda Chayko    |
| 3  | Episode 3        | 24 luglio 2016              | Robert Connolly | Blake Ayshford    |
| 4  | Episode 4        | 31 luglio 2016              | Robert Connolly | Blake Ayshford    |

## Riconoscimenti
- 2016 - AWGIE Awards
  - Candidatura per la Miglior miniserie televisiva - Adattamento[2]